# Eutropis greeri
Eutropis greeri (мабуя Гріра) — вид сцинкоподібних ящірок родини сцинкових (Scincidae). Ендемік Шрі-Ланки. Вид названий на честь австралійського герпетолога Аллена Едді Гріра

## Поширення і екологія
Мабуї Гріра мешкають в центральних районах Шрі-Ланка. Вони живуть у вологих тропічних лісах, серед опалого листя. Зустрічаються на висоті від 30 до 500 м над рівнем моря.